# Denki Groove
I Denki Groove (電気グルーヴ?, Denki Gurūvu, "Groove Elettrico") sono un gruppo technopop giapponese creato nel 1989 e influenzato principalmente dalla Yellow Magic Orchestra e dai Kraftwerk; sono attualmente sotto contratto con una sub-etichetta della Sony Music Japan, la Ki/oon Records. Il gruppo è composto dai musicisti Fumitoshi Ishino (Takkyū Ishino) e Masanori Taki (Pierre Taki), dopo aver visto nel corso della propria storia la partecipazione di Yoshinori Sunahara e Jun Kitagawa.
Le loro opere godono di particolare successo in Germania, dove sono stati pubblicati diversi singoli così come alcuni album solisti di Ishino, e dove il gruppo appare regolarmente live al festival musicale "Mayday". Il duo si esibì inoltre di fronte a 15.000 spettatori sul Green Stage dell'edizione 2006 del Fuji Rock Festival a Naeba, nella Prefettura di Niigata.

## Storia
Il sound dei Denki Groove partì nel 1989 da una base Pop vagamente contaminata da Hip Hop e Breakbeat, per poi evolvere attraverso diversi stili di Musica Dance, non senza frequenti incursioni nei più disparati generi; gli album più recenti, d'altro canto, presentano una matrice fortemente legata alla Techno tedesca. I testi del gruppo sono quasi sempre bizzarri e ironici, spesso privi di un reale significato, accostandosi di fatto al disimpegno del genere stesso. Il gruppo venne recentemente riscoperto dal grande pubblico grazie all'inclusione di un loro brano nella puntata finale di Eureka Seven nel 2006, fatto reso possibile dalla collaborazione tra l'ex membro del gruppo Jun Kitagaza e lo sceneggiatore di "Eureka 7" Dai Satō riguardo alla colonna sonora di Macross Plus, dove Kitagawa compose la musica per il cult "Information High" mentre Satō ne scrisse il testo. La canzone apparsa in Eureka Seven, "Niji" (虹? "Arcobaleno") è di fatto una delle numerose ragioni per le quali l'anime ricevette un così grande seguito mondiale, e appare nella colonna sonora ufficiale dello show.
Nel 2008 il gruppo tornò nuovamente alla ribalta con "Shonen Young", il loro primo singolo in otto anni, che funse da teaser per il nuovo album "J-pop". Nello stesso anno realizzarono la sigla "Mononoke Dance" (モノノケダンス?, Mononoke Dansu) per l'anime Hakaba Kitarou, adattato dall'omonimo manga reso popolare sotto il nome di GeGeGe no Kitarō. Nel 2009 produssero inoltre 20, album commemorativo dei loro vent'anni di carriera.

## Discografia

### Album in studio
- 662 BPM by DG (26 giugno 1990)
- Flash Papa (10 aprile 1991)
- U.F.O. (21 novembre 1991)
- Karateka (21 ottobre 1992)
- Flash Papa Menthol (remix di Flash Papa) (21 maggio 1993)
- Vitamin (1º dicembre 1993)
- Drill King Anthology (1º agosto 1994)
- DRAGON (1º dicembre 1994)
- ORANGE (1º marzo 1996)
- A (14 maggio 1997)
- recycled A (remix album di A) (1º marzo 1998)
- VOXXX (2 febbraio 2000)
- Denki Groove toka Scha Dara Parr (電気グルーヴとかスチャダラパー?, Denki Gurūvu toka Suchadarapā, collaborazione con Scha Dara Parr) (29 giugno 2005)
- J-POP (2 aprile 2008)
- YELLOW (15 ottobre 2008)
- 20 (19 agosto 2009)
- Human Beings and Animals (人間と動物?, Ningen to Dōbutsu) (27 febbraio 2013)
- 25 (29 ottobre 2014)
- TROPICAL LOVE (1 marzo 2017)
- 30 (23 gennaio 2019)

### Album Live
- Ilbon 2000 (イルボン2000?, Irubon Nisen, 일본2000) (19 luglio 2000)

### Compilations
- The Last Supper (compilation di remix e rarità) (15 luglio 2001)
- SINGLES and STRIKES (greatest hits) (24 marzo 2004)
- Denki Groove Golden Hits: Due To Contract (電気グルーヴのゴールデンヒッツ～Due To Contract?, Denki Gurūvu no Gōruden Hittsu ~ Due to Contract, compilation di greatest hits e rarità) (6 aprile 2011)

### Singoli
- Zinsei (人生?, Jinsei, 28 agosto 1991)
  - Come Masaru Taki
- MUD EBIS / COSMIC SURFIN' (10 ottobre 1991)
- SNAKEFINGER (12 ottobre 1992)
- N.O. (2 febbraio 1994)
- Popo (ポポ? 2 novembre 1994)
- Kame Life (カメライフ?, Kame Raifu, 10 dicembre 1994)
- Niji (虹? 21 aprile 1995)
- Dareda! (Radio Edit) (誰だ! (Radio Edit)? 22 maggio 1996)
- Shangri-La (21 marzo 1997)
- Pocket Cowboy (ポケット カウボーイ?, Poketto Kaubōi, 1º dicembre 1997)
- FLASHBACK DISCO (1º luglio 1999)
- Nothing's Gonna Change (1º dicembre 1999)
- Technopolis (Denki's Techtropolis-RMX) (2000)
- Twilight (27 aprile 2005)
  - Come Denki Groove × Scha Dara Parr
- Saint Ojisan (聖☆おじさん?, Seinto Ojisan, 22 giugno 2005)
  - Come Denki Groove × Scha Dara Parr
- Shounen Young (少年ヤング?, Shōnen Yangu, 5 dicembre 2007)
- Mononoke Dance (モノノケダンス?, Mononoke Dansu, 14 febbraio 2008)
- The Words (4 febbraio 2009)
- Upside Down (18 novembre 2009)
- SHAMEFUL (18 aprile 2012)
- Missing Beatz (16 gennaio 2013)
- Fallin' Down (25 febbraio 2015)
- MAN HUMAN (10 gennaio 2018)